# Juan Felipe Aguirre
Juan Felipe Aguirre Tabares (Antioquia, 29 agosto 1996) è un calciatore colombiano, difensore dell'Athl. Paranaense.

## Carriera
Ha giocato nella prima divisione colombiana.

## Palmarès

### Club

#### Competizioni nazionali
- Copa Colombia: 2

Atlético Nacional: 2023, 2024
- Campionato colombiano: 1

Atlètico Nacional: Clausura 2024
- Súper Liga: 1

Atlético Nacional: 2025